# Megadytes gravidus
Megadytes gravidus är en skalbaggsart som beskrevs av Sharp 1882. Megadytes gravidus ingår i släktet Megadytes och familjen dykare. Inga underarter finns listade i Catalogue of Life.